# Botho Walldorf
Botho Walldorf (* 23. März 1945 in Lauterbach auf Rügen) ist ein deutscher Fotograf und Heimatforscher.

## Leben und Wirken
Walldorf wurde auf der Flucht aus Mewe in Westpreußen geboren, er hatte einen Bruder. Sein Vater war Bürgermeister in Mewe gewesen und starb kurz nach Ende des Kriegs. Als Kriegshalbwaise verbrachte Botho Walldorf seine Schulzeit von 1951 bis 1961 im Gammertingen. Danach war er von 1961 bis 1964 im Gymnasium Hechingen. Er absolvierte von 1964 bis 1966 eine Lehre als Industriekaufmann in Stuttgart und war seit 1970 im mittleren Neckarraum in der Datenverarbeitung tätig. Seit 1979 wohnt er im Landkreis Reutlingen in Wannweil.
Seit 1960 beginnt er zu fotografieren. Mit seiner Dacora Dignette fotografierte er seine Heimatgemeinde Gammertingen. Sein besonderes Interesse galt zunächst der Eisenbahn, dann dem Alltagsleben auf dem Dorf. Dabei orientierte er sich an der Fotografin Flora Bader, die um 1930 ebenfalls in Gammertingen und Umgebung Fotos von der Alltagswelt gemacht hatte. Nach Kursen an der Volkshochschule in Inzigkofen beginnt er, sein Vorgehen zu systematisieren und fotoethnografisch zu untermauern. Er will die untergehende Alltagskultur der Alb dokumentieren. Dafür nutzt er nicht nur den Fotoapparat, sondern zunehmend auch das tragbare Tonbandgerät Uher Report. Methodisch ist es eine Mischung aus teilnehmender Beobachtung, visueller Aufnahme, Foto-Interview und Oral History. Mit seiner Art zu fotografieren steht er in der Tradition der sozialdokumentarischen Fotografie wie Dorothea Lange, Walker Evans, Russell Lee, die seit 1935 in den USA im Auftrag der Regierung den Mittleren Westen der USA fotografierten. Aber Walldorf finanzierte seine Arbeit immer aus der eigenen Tasche. 2003 erhielt er einen Arbeitsplatz im Rathaus in Wannweil, wo er die Geschichte seiner Bilder aufzeichnete.
Im August 1987 vermachte Botho Walldorf etwa 300 Ordner mit Fotos der Hohenzollerischen Landesbahn AG (HzL) sowie von Gammertingen und der umliegenden Orte des mittleren Laucherttals, die er ab 1978 zusammengestellt hatte, dem Staatsarchiv Sigmaringen. Der bis zum Jahr 2009 auf 532 Ordner angewachsene Bestand beinhaltet auch eine größere Zahl von Negativen und Dias. Von 2007 bis 2009 wurden Negative aus dem Bestand digitalisiert und ins Internet eingestellt.
Am 7. September 2018 erhielt er in Waldkirch die Heimatmedaille des Landes Baden-Württemberg.
Walldorf ist der Neffe der Malerin Elsa Walldorf.

## Publikationen (Auswahl)
- Bahnhof und Betriebswerkstätte Gammertingen während der Dampflokzeit. Selbstverlag Gammertingen 1985.
- Die Hohenzollerische Landesbahn von der Gründungszeit bis heute. herausgegeben von der Direktion der Hohenzollerischen Landesbahn AG, Hechingen 1987.
- Inneringen, Geschichte in Fotografien. Selbstverlag Gammertingen 1998, mit Bibliographie von B. Walldorf 1971–1998.
- 100 Jahre Hohenzollerische Landesbahn 1899 bis 1999. Selbstverlag Gammertingen 1999.
- Lebenswelt um 1900 Geborener in Gammertingen. Selbstverlag Gammertingen 2002 (Hauptwerk des B. Walldorf), ISBN 3-00-008-134-8.
- Feldhausen und Harthausen vor der Motorisierung. Selbstverlag Gammertingen 2002, ISBN 3-00-008-134-8.
- Die Hohenzollerische Landesbahn in den 1960er Jahren. Sutton-Verlag, Erfurt 2002, ISBN 3-89702-494-2.
- Die Hohenzollerische Landesbahn im 20. Jahrhundert, Erfurt 2007, ISBN 978-3-86680-125-7.
- Die Hohenzollerische Landesbahn. Stecken, Fahrzeuge, Anekdoten. Sutton-Verlag, Erfurt 2015, ISBN 978-3-95400-599-4.
- Ländliches Hohenzollern. Sutton-Verlag, Erfurt 2016, ISBN 3-95400-720-7.
- Bahnhöfe in Hohenzollern: Empfangsgebäude und Betriebsstellen im Wandel der Zeit, Erfurt 2019, ISBN 978-3-96303-014-7.